# 순천용당초등학교
순천용당초등학교는 대한민국 전라남도 순천시에 있는 공립 초등학교이다.

## 학교 연혁
- 1992년

1992.05.12
전라남도 교육청 설립인가
- 1993년

1993.09.17
개교(개교 기념일)
1993.03.08
개교
1993.03.02
개교준비(17학급 편성 : 616명)
- 2001년

2001.02.20
급식소 및 교실 증축
- 2004년

2004.06.25
꿈드리 도서관 개관
- 2007년

2007.02.08
용당관 건립
- 2012

2012.09.01
제10대 박천민교장 부임
2012.02.17
제19회 졸업식(졸업생 총 3,220명)

## 참고 자료
- 순천용당초등학교 - 한국교육학술정보원 학교알리미